# 1998년 로스앤젤레스 영화 비평가 협회상
제24회 로스앤젤레스 영화 비평가 협회상은 1998년 영화를 대상으로 1999년 1월 20일에 열린 시상식이다.

## 수상 및 후보

### 작품상
- 라이언 일병 구하기

### 감독상
- 라이언 일병 구하기 - 스티븐 스필버그 수상

### 남우주연상
- 갓 앤 몬스터 - 이안 맥켈런 수상

### 여우주연상
- 중앙역 - 페르난다 몬테네그로 수상
- 하이 아트 - 알리 쉬디 수상

### 남우조연상
- 맥스군 사랑에 빠지다 - 빌 머레이 수상
- 심플 플랜 - 빌리 밥 손튼 수상

### 여우조연상
- 플레전트빌 - 조안 알렌 수상

### 각본상
- 불워스 - 워렌 비티 수상
- 불워스 - Jeremy Pisker 수상

### 촬영상
- 라이언 일병 구하기 - 야누즈 카민스키 수상

### 미술상
- 플레전트빌 - 제닌 오프월 수상

### 음악상
- 푸줏간 소년 - 엘리엇 골든덜 수상

### 외국어영화상
- 셀레브레이션

### 다큐멘터리상
- 앙골라 교도소 - Jonathan Stack 수상
- 앙골라 교도소 - 리즈 가버스 수상
- 앙골라 교도소 - Wilbert Rideau 수상

### 애니메이션상
- 벅스 라이프 - 존 라세터 수상
- 트랜짓 - Piet Kroon 수상

### 독립영화상
- 슐리 - Elisabeth Subrin 수상

### 신인상
- 맥스군 사랑에 빠지다 - 웨스 앤더슨 수상

### 공로상
- 아브라함 폴론스키 수상
- 줄리어스 J. 엡스타인 수상

### 특별공헌상
- 악의 손길 - Rick Schmidlin 수상
- 악의 손길 - 월터 머치 수상
- 악의 손길 - Jonathan Rosenbaum 수상
- 악의 손길 - Bob O'Neil 수상
- Barbara Zicka Smith 수상